# Oeiras indoor 2025
L'Oeiras indoor 2025 è stato un torneo maschile di tennis professionistico. È stata la 5ª edizione del torneo, facente parte della categoria Challenger 75 nell'ambito dell'ATP Challenger Tour 2025, con un montepremi di 91 000 €. Si è giocato dal 6 al 12 gennaio 2025 sui campi in cemento indoor del Complexo de Ténis do Jamor di Oeiras, in Portogallo.

## Partecipanti

### Teste di serie
| Nazionalità | Giocatore           | Ranking* | Testa di serie |
| ----------- | ------------------- | -------- | -------------- |
| Serbia      | Hamad Međedović     | 114      | 1              |
| Svizzera    | Alexander Ritschard | 118      | 2              |
| Kazakistan  | Beibit Zhukayev     | 243      | 3              |
| Kazakistan  | Denis Yevseyev      | 246      | 4              |
| Canada      | Liam Draxl          | 247      | 5              |
| Cile        | Matías Soto         | 248      | 6              |
| Ungheria    | Zsombor Piros       | 249      | 7              |
| Spagna      | Pol Martín Tiffon   | 251      | 8              |

* Ranking al 30 dicembre 2024.

### Altri partecipanti
I seguenti giocatori hanno ricevuto una wild card per il tabellone principale:
- Pedro Araújo
- Frederico Ferreira Silva
- Duarte Vale

I seguenti giocatori sono passati dalle qualificazioni:
- Trey Hilderbrand
- Ivan Gakhov
- Ričardas Berankis
- Jahor Herasimaŭ
- Alexey Zakharov
- Sebastian Fanselow

## Punti e montepremi
| Torneo    | Torneo              | V     | F     | SF    | QF    | 2T    | 1T  | Q | Q2  | Q1  |
| Singolare | Punti               | 75    | 44    | 22    | 12    | 6     | 0   | 4 | 2   | 0   |
| Singolare | Premi in denaro (€) | 9,880 | 5,820 | 3,450 | 2,000 | 1,165 | 720 | – | 360 | 185 |
| Doppio    | Punti               | 75    | 44    | 22    | 12    | –     | 0   | – | –   | –   |
| Doppio    | Premi in denaro (€) | 4,250 | 2,450 | 1,480 | 880   | –     | 500 | – | –   | –   |

## Campioni

### Singolare
Hamad Međedović ha sconfitto in finale  Liam Draxl con il punteggio di 6–1, 6–3.

### Doppio
George Goldhoff /  Trey Hilderbrand hanno sconfitto in finale  Kaichi Uchida /  Denis Yevseyev con il punteggio di 7–5, 2–6, [10–5].